# 布傑拉日 (茲多爾布尼夫區)
50°19′38″N 26°9′11″E / 50.32722°N 26.15306°E
布傑拉日（烏克蘭語：Будераж），是烏克蘭西北部的村莊，隸屬里夫內州的里夫內區。該村面積37.3平方公里，海拔高度257米，2001年人口1,322，人口密度每平方公里17.9人。